# イヴニング・スター
| 専門評論家によるレビュー      | 専門評論家によるレビュー |
| レビュー・スコア              | レビュー・スコア         |
| 出典                          | 評価                     |
| ----------------------------- | ------------------------ |
| AllMusic                      | [ 1 ]                    |
| Christgau's Record Guide      | B+                       |
| Pitchfork                     | 8.6/10                   |
| Record Collector              | [ 4 ]                    |
| The Rolling Stone Album Guide | [ 5 ]                    |
| Spin Alternative Record Guide | 8/10                     |
| Tom Hull – on the Web         | B+                       |

『イヴニング・スター』（Evening Star）は、イギリスのミュージシャン、ロバート・フリップとブライアン・イーノがフリップ&イーノ名義で発表した2枚目のスタジオ・アルバム。1974年から1975年にかけて録音され、1975年12月にアイランド・レコードからリリースされた。

## 背景とレコーディング
このアルバムのレコーディングとそれに先立つフリップ&イーノによる7公演のヨーロッパ・ツアーは、キング・クリムゾン解散後のフリップにとって最初の活動であり、シャーボーンハウスにある継続教育のための国際アカデミーで学ぶため音楽活動から一時的に引退する前の（当時は永久に引退すると思われていた）最後の作品となった。

## 概要
オールミュージックは、『イヴニング・スター』を「アルバム『ノー・プッシーフッティング』以前で作られて来たものよりも、イーノの当時の未開発なアンビエント・ミュージックのアイデアに近い、より厳しくも多彩な代物である」と解説した。最初の3曲は、フリップが演奏する静謐で穏やかなテープ・ループ・ギター・テクスチャに、イーノによるトリートメント、シンセサイザー、ピアノがアクセントを加えている。4曲目の「Wind on Wind」は、イーノのソロ・プロジェクトによるアルバム『ディスクリート・ミュージック』からの短い抜粋。そのアルバムからの正確な複製ではなく、わずかに異なったミックスにされている。イーノはもともと、フリップが即興でライブ・パフォーマンスにおいて使用するためのバッキング・テープとして控えめな音楽となった素材を意図していた。
アルバムの後半は、「An Index of Metals」というタイトルの28分間のドローン・ミュージックで、ギター・ノートがループに蓄積され、曲が進むにつれて歪みが増加していく。
アルバムのカバー・アートは、画家のペーター・シュミットによる絵画である。

## リリース
『イヴニング・スター』は、1975年12月にアイランド・レコードからリリースされた。
『イヴニング・スター』は、フリップの引退中にリリースされた彼の唯一のアルバムとなっている。

## レガシー
『イヴニング・スター』からの曲は、ラジオ番組『The Hitchhiker's Guide to the Galaxy Primary Phase』の音楽として使用された。「Wind on Water」と「Wind on Wind」は、1983年の映画『ブレスレス』のサウンドトラックに収録されている。

## 収録曲
ブライアン・イーノによる「Wind on Wind」を除き、全曲ともロバート・フリップとブライアン・イーノの共作。
サイドA
1. ウインド・オン・ウォーター - "Wind on Water" – 5:30
2. イヴニング・スター - "Evening Star" – 7:48
3. 夕べの祈り - "Evensong" – 2:53
4. ウインド・オン・ウインド - "Wind on Wind" – 2:56

サイドB
1. アン・インデックス・オブ・メタル - "An Index of Metals" – 28:36

## パーソネル
- ロバート・フリップ (Robert Fripp) - ギター
- ブライアン・イーノ (Brian Eno) - テープ・ループ、シンセサイザー、ピアノ